# Hermann Wamhoff

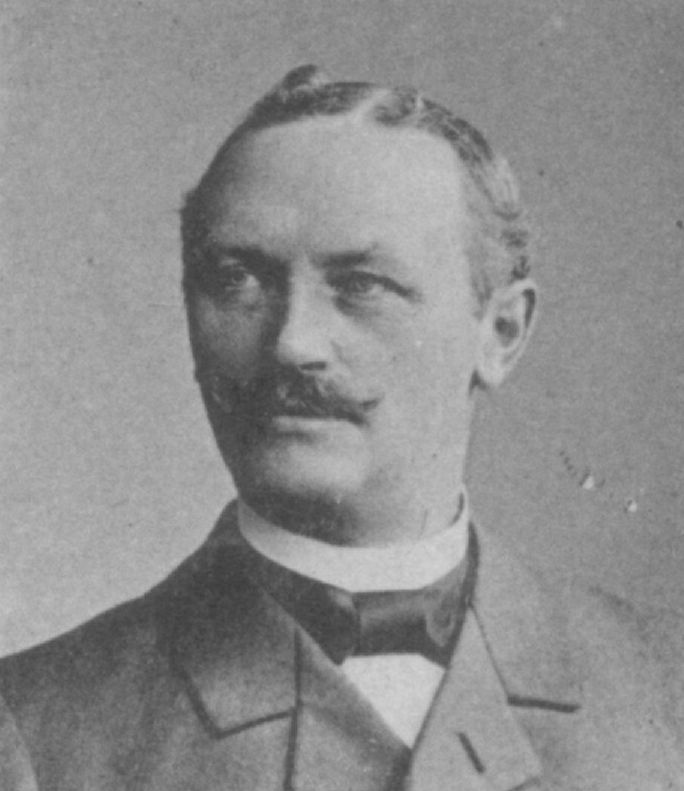
Hermann Wamhoff als Reichstagsabgeordneter 1912

Hermann Wamhoff (* 18. Oktober 1849 in Natbergen; † 17. Oktober 1915 in Schledehausen bei Osnabrück) war ein evangelischer Landwirt, Agrarfunktionär und Politiker (Abgeordneter des Reichstags und des Preußischen Abgeordnetenhauses für die Nationalliberale Partei).

## Beruflicher Werdegang
Der Landwirtssohn erhielt nach dem Besuch der Volksschule in Natbergen Privatunterricht und absolvierte 1865/66 die Osnabrücker Ackerbauschule. Nach dem Wehrdienst als Einjährig-Freiwilliger und der Teilnahme am Deutsch-Französischen Krieg 1870/71 erhielt Wamhoff eine praktische landwirtschaftliche Ausbildung. 1874 übernahm er den väterlichen Hof in Schledehausen. Wamhoff engagierte sich nach dem Beginn der genossenschaftlichen Bewegung im Raum Osnabrück rasch stark in diesen bäuerlichen Selbsthilfeorganisationen. Neben einer Reihe von landwirtschaftlichen und genossenschaftlichen Ehrenämtern in der Region Osnabrück übernahm der Landwirt überdies die Funktion des Direktors der Sparkasse Schledehausen und des Vorsitzenden des dortigen Landwirtschaftlichen Konsumvereins. Herausragend unter diesen Ehrenämtern war jedoch der Vorsitz der Landwirtschaftlichen Zentralgenossenschaft Osnabrück (Zegeno). 1906 übergab er aufgrund seiner umfangreichen agrar- und parteipolitischen Tätigkeit die Bewirtschaftung seines rund 30 Hektar umfassenden Hofes an seinen Sohn Friedrich, der während der Weimarer Republik als DVP-Mitglied Leiter der Bezirksbauernschaft Osnabrück wurde. 1909 gründete Hermann Wamhoff zusammen mit Friedrich Wachhorst de Wente aus dem benachbarten Kreis Bersenbrück den „Deutschen Bauernbund“, eine Interessenvertretung der Klein- und Mittelbauern auf Reichsebene, die der Nationalliberalen Partei nahestand. Dort fungierte Wamhoff als Vorstandsmitglied. Überdies war Wamhoff Vorstandsmitglied des Kriegervereins in Schledehausen.

## Politische Funktionen
Aufgrund seiner genossenschaftlichen Aktivitäten gewann Wamhoff rasch das Vertrauen der Landwirte seiner Region und gelangte in den Osnabrücker Kreistag. Im Osnabrücker Umland war die evangelische Bevölkerung gespalten in entschiedene Anhänger des von den Preußen vertriebenen welfischen Königtums, die sich mit der katholischen Minderheit verbündet hatten, und den regierungs- und preußenfreundlichen Nationalliberalen. Wamhoff schloss sich den regierungsnahen Preußenfreunden an und kam in den Osnabrücker Bezirks- und den hannoverschen Provinzialvorstand der Nationalliberalen Partei. Von 1898 bis zu seinem Tod gehörte der Landwirt überdies dem Zentralvorstand (Reichsvorstand) der Nationalliberalen an.

## Parlamentarische Tätigkeit
Wamhoff gelangte erstmals 1893 durch den Gewinn einer Stichwahl gegen einen Kandidaten der Welfen (Deutsch-Hannoversche Partei) für den Wahlkreis Osnabrück (Provinz Hannover 4) in den Reichstag. 1898 verlor er den Wahlkreis gegen den welfischen Freiherrn Balduin von Schele zu Schelenburg, doch in einer Nachwahl eroberte er 1899 den benachbarten Wahlkreis Hannover 5 (Melle-Diepholz) von den Welfen. 1903 unterlag er dort jedoch dem Welfen Hermann Colshorn. Indes konnte Wamhoff bereits 1904 gegen die Welfen seinen alten Wahlkreis Hannover 4 zurückgewinnen. Bei der Reichstagswahl von 1907, der so genannten „Hottentottenwahl“, unterlag er allerdings erneut dem Bündnis von Welfen und katholischer Zentrumspartei, wobei nun der Zentrumsvertreter Franz Bitter den Wahlkreis vertrat. 1912 kandidierte Wamhoff erfolgreich im Wahlkreis Merseburg 6 (Sangerhausen-Eckartsberga), wo der Deutsche Bauernbund viele Anhänger besaß. Von 1912 bis zu seinem Tode gehörte Wamhoff dem Vorstand der nationalliberalen Reichstagsfraktion an.
Bereits 1888 hatte sich Wamhoff, allerdings erfolglos, im Wahlkreis Osnabrück, der aus der Stadt Osnabrück und dem Kreis Wittlage bestand, für das Preußische Abgeordnetenhaus beworben. Der preußische Wahlkreis Osnabrück war eine Hochburg der Nationalliberalen, so dass 1888 ein innerparteilicher Konkurrent gewann. Doch von 1894 bis 1913 vertrat Wamhoff unangefochten den Wahlkreis im Preußischen Abgeordnetenhaus, im Volksmund Landtag genannt, wobei er 1898 und 1903 keinen Gegenkandidaten mehr besaß und 1908 gegen den Zentrumsreichstagsabgeordneten Franz Bitter siegte. 1913 übergab Wamhoff den Wahlkreis an seinen Parteifreund und Mitstreiter im Deutschen Bauernbund, Friedrich Wachhorst de Wente.